# Ренато Вільяльта
Ренато Вільяльта (італ. Renato Villalta, 3 лютого 1955) — італійський баскетболіст.
Срібний призер Олімпійських Ігор 1980 року, учасник 1984 року.
Чемпіон Європи 1983 року, бронзовий призер 1975, 1985 років.
Срібний призер Юнацького чемпіонату Європи (U-18) 1972 року, бронзовий призер 1974 року.
Срібний призер чемпіонату Європи серед кадетів (U-16) 1971 року.